# Flammersbacher Viadukt
Das Flammersbacher Viadukt ist eine Eisenbahnbrücke auf der Bahnstrecke Haiger–Breitscheid, im Volksmund „Balkanexpress“ genannt. Die eingleisige Strecke wurde 1926 in Betrieb genommen und 1997 stillgelegt. Das Bauwerk steht unter Denkmalschutz.

## Beschreibung
Beim Flammersbacher Viadukt überquerte die Eisenbahnstrecke in einem Bogen das Flammersbachtal. Um auf dem Weg von Haiger nach Breitscheid Höhe zu gewinnen, schwenkte die Eisenbahnstrecke im Aubachtal zunächst von der südlichen auf die nördliche Talseite, umkurvte danach fast kreisförmig eine Bergkuppe, um anschließend in einem Bogen das Flammersbachtal zu überbrücken und dann im Aubachtal zum Rabenscheider Tunnel sowie weiter zum Zielort zu verlaufen. Auf einer Länge von 12,3 km überwand die gesamte Strecke einen Höhenunterschied von 204 m, wobei die beiden Endpunkte in Luftlinie nur sechs Kilometer voneinander entfernt sind.
Das 140 Meter lange Viadukt besteht aus sieben Bögen mit je 15 Metern Spannweite. Die Brücke verläuft in einer Kurve, sie überquert mit einer maximalen Höhe von 15 Metern das Tal und zwei Straßen. Das Bauwerk besteht aus Beton, an beiden Enden schließen sich Erddämme an.
Von Osten kommend dominiert das Flammersbacher Eisenbahnviadukt die Ortsansicht von Flammersbach, einem Stadtteil von Haiger. Das Viadukt wurde in der Zeit von 1915 bis 1922/23 gebaut und erst 1926 in Betrieb genommen. Die hohe Verzögerung war eine Folge des Ersten Weltkriegs. 1977 wurde das Bauwerk mit einem finanziellen Aufwand von 1 Million DM saniert. Der Personenverkehr wurde am 31. Mai 1980 eingestellt. Der Güterverkehr wurde noch einige Jahre aufrechterhalten und am 30. September 1997 beendet. Die Gleise sind inzwischen entfernt.